# کلارنس سنتر (نیویورک)
کلارنس سنتر (به انگلیسی: Clarence Center) یک منطقهٔ مسکونی در ایالات متحده آمریکا است که در شهرستان ایری، نیویورک واقع شده‌است. کلارنس سنتر ۵٫۵ کیلومتر مربع مساحت و ۲٬۲۵۷ نفر جمعیت دارد و ۱۹۳ متر بالاتر از سطح دریا واقع شده‌است.